# کمپیا
شهر کمپیا (به رومانیایی: Câmpina) در شهرستان پرهوا در کشور رومانی واقع شده‌است. جمعیت این شهر ۳۸٬۷۵۸ نفر  است.